# Corydoras schwartzi

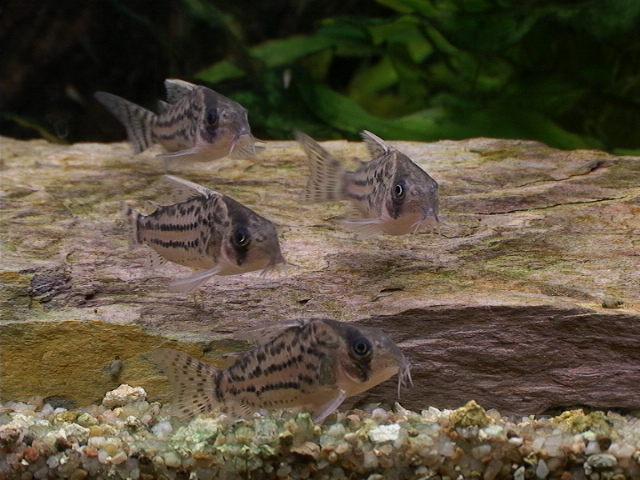
Un piccolo gruppo in acquario

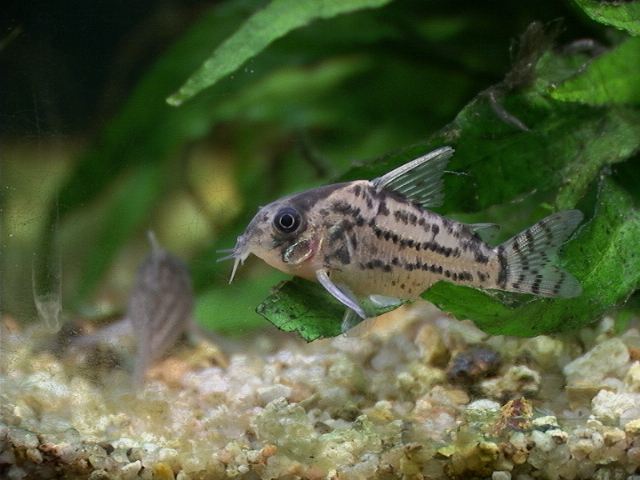
Un maschio

Corydoras schwartzi (Rössel, 1963) è un pesce osseo d'acqua dolce, appartenente alla famiglia Callichthyidae.

## Distribuzione e habitat
endemico del Rio Purus, in Brasile.

## Descrizione
Misura fino a 3,9 cm.

## Riproduzione
La femmina depone fino a 100 uova. Queste vengono fecondate a gruppi di 2-4 mentre si trovano tra le pinne ventrali della femmina, quindi vengono deposte e si attaccano al substrato. Il processo viene ripetuto fino a che non sono state deposte tutte le uova.

## Acquariofilia
Si può allevare in acquario.